# Opowieść wigilijna (film 1970)

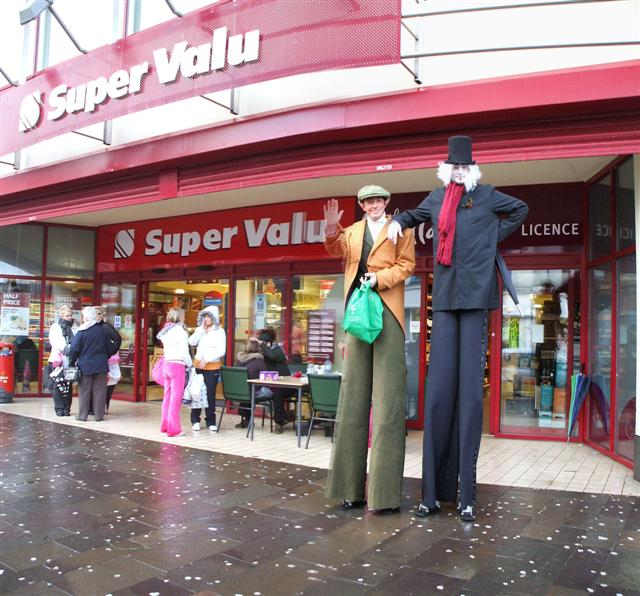
Ebenezer Scrooge i Bob Cratchit przed sklepem Super Valu w Omagh w grudniu 2007 roku

Opowieść wigilijna (ang. Scrooge) – brytyjski film fabularny z 1970 roku w reżyserii Ronalda Neame’a. Film jest adaptacją opowiadania  Karola Dickensa pt.  Opowieść wigilijna. Kręcono go w Iver Heath i Shepperton. 

## Fabuła
Londyn, rok 1860. Ebenezer Scrooge, surowy i srogi starzec, przyjmuje postawę nienawiści wobec ludzi, odpędzając ich od siebie. W święta Bożego Narodzenia nawiedzają mężczyznę trzy duchy, kolejno: Przeszłości, Teraźniejszości i Przyszłości. Zabierając  Ebenezera w niezwykłą podróż w czasie, pokazują mu to wszystko, czego inni ludzie uczą się całe życie.

## Obsada
- Albert Finney – Ebenezer Scrooge
- Kenneth More – duch teraźniejszych świąt Bożego Narodzenia
- Edith Evans – duch minionych świąt Bożego Narodzenia
- Paddy Stone – duch przyszłych świąt Bożego Narodzenia
- Alec Guinness – duch Jacoba Marleya
- Anton Rodgers – Tom Jenkins
- Michael Medwin – Fred
- David Collings – Bob Cratchit

## Nagrody i nominacje[4]
Oscary 1971
Nominacja w kategoriach:
- Najlepsza piosenka („Thank You Very Much”)
- Najlepsza scenografia
- Najlepsze kostiumy
- Najlepszy oryginalny dobór piosenek

Złote Globy 1971
- wygrana w kategorii Najlepszy aktor w komedii lub musicalu dla Alberta Finneya

Nominacja w kategoriach:
- Najlepsza komedia lub musical
- Najlepszy scenariusz
- Najlepsza muzyka
- Najlepsza piosenka („Thank You Very Much”)

BAFTA 1971
- nominacja w kategorii Najlepsza scenografia

## Wydanie DVD
Premiera wydania DVD filmu miała miejsce 9 grudnia 2004. Producentem płyty jest Grupa ITI.